# Isokite
L'isokite è un minerale appartenente al gruppo della tilasite.